# Jászság

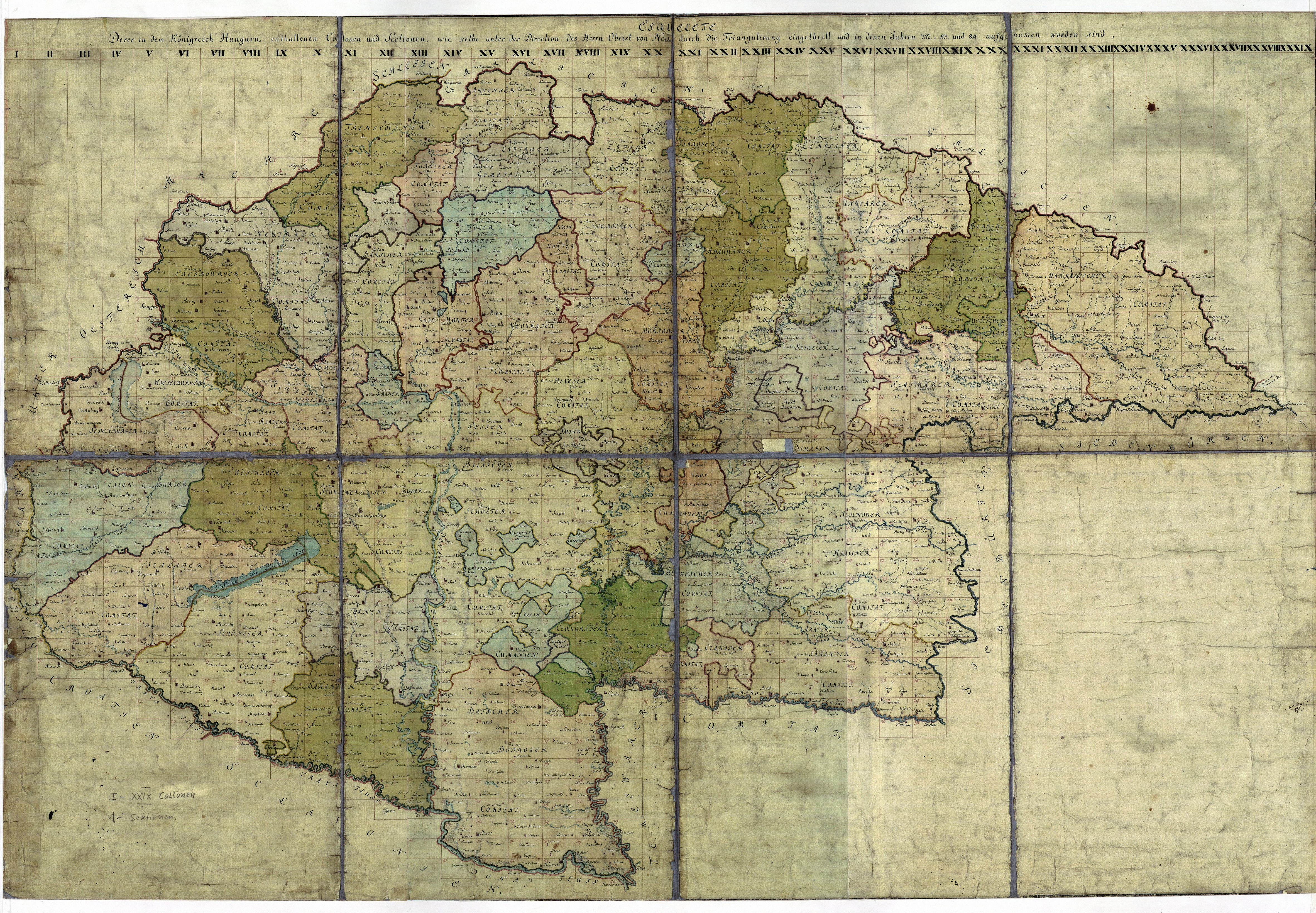
Elhelyezkedése az első katonai felmérés térképén

A Jászság az Alföld északi részén elhelyezkedő, néprajzilag és földrajzilag környezetétől jól, bár nem azonosan elhatárolható terület.

## Földrajzi helyzete

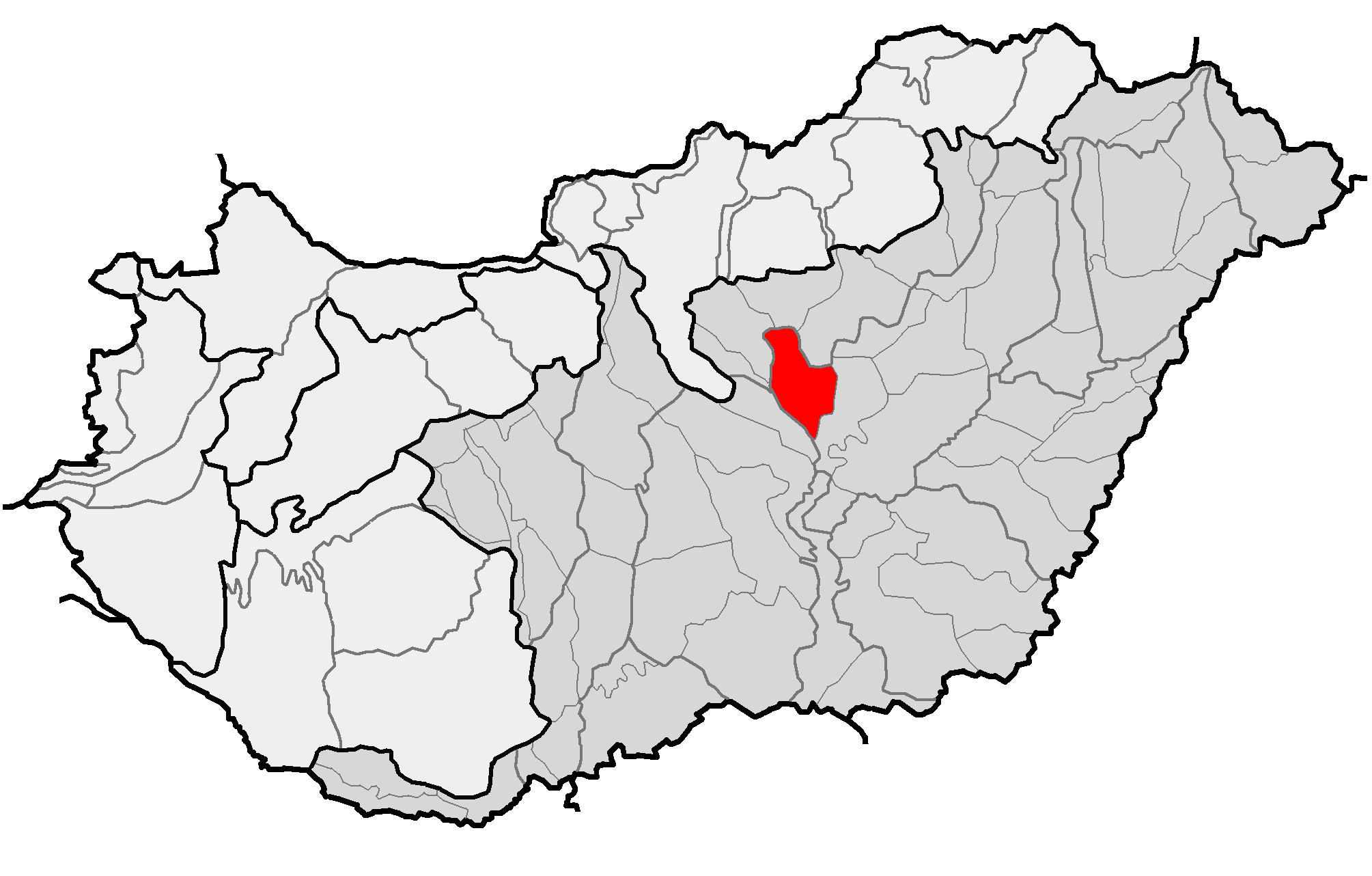
A Jászság pirossal, az Alföld pedig szürkével egy tájegységeket lehatároló térképen.

Természetföldrajzilag az Alföld északi részén, a Tarna és a Zagyva folyók völgyében, az Északi-középhegységtől délre helyezkedik el. Nyugatra a Tápió-vidékig, valamint a Gödöllői-dombságig, keletre a Tiszáig nyúlik, ahol a Hevesi-ártér és a Szolnoki-ártér, délre a Gerje–Perje-síkig és Szolnokig terjed, míg északról a Hatvani-sík, a Gyöngyösi-sík, valamint a Hevesi-sík határolja.

## Növényzete

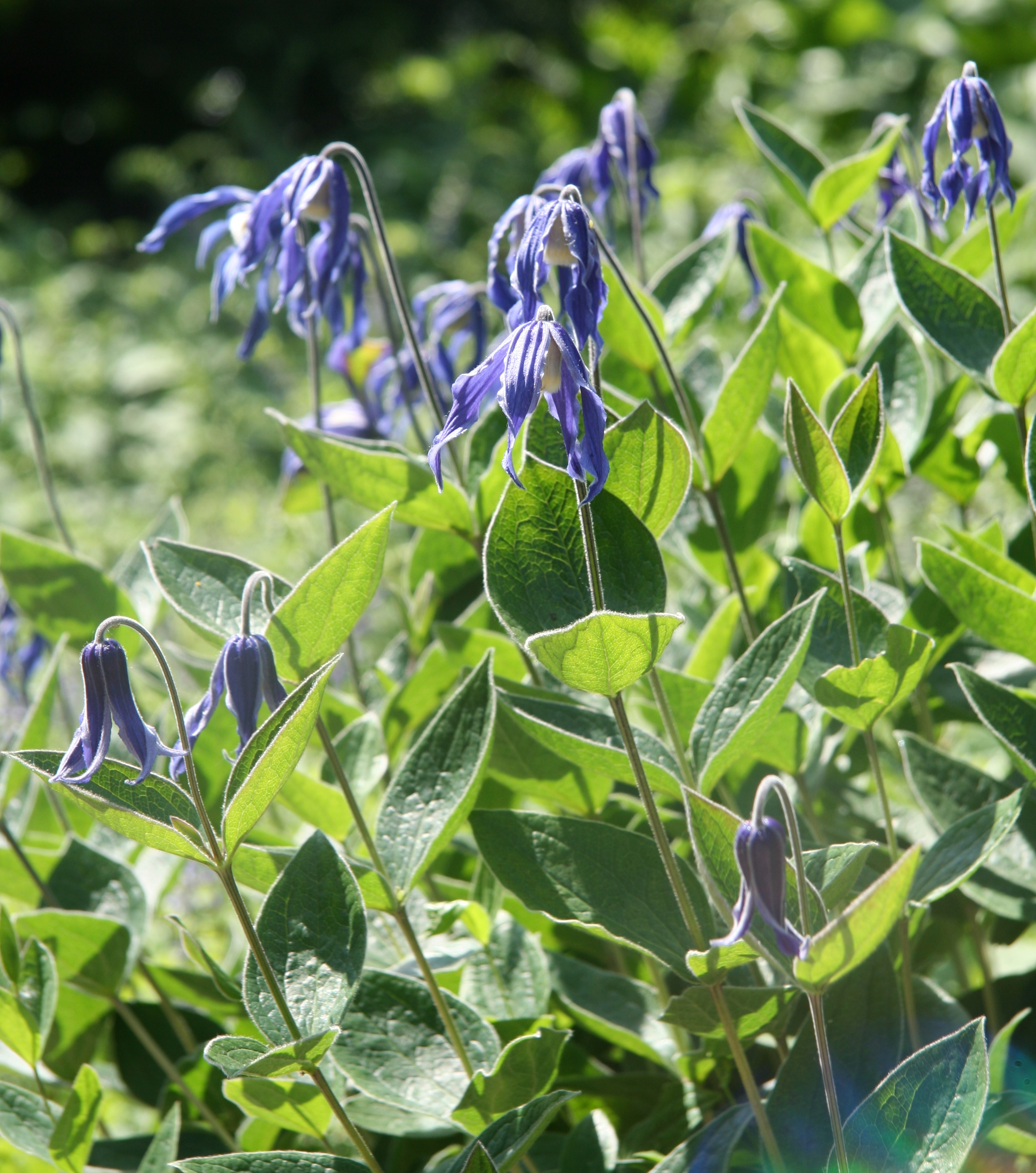
Réti iszalag

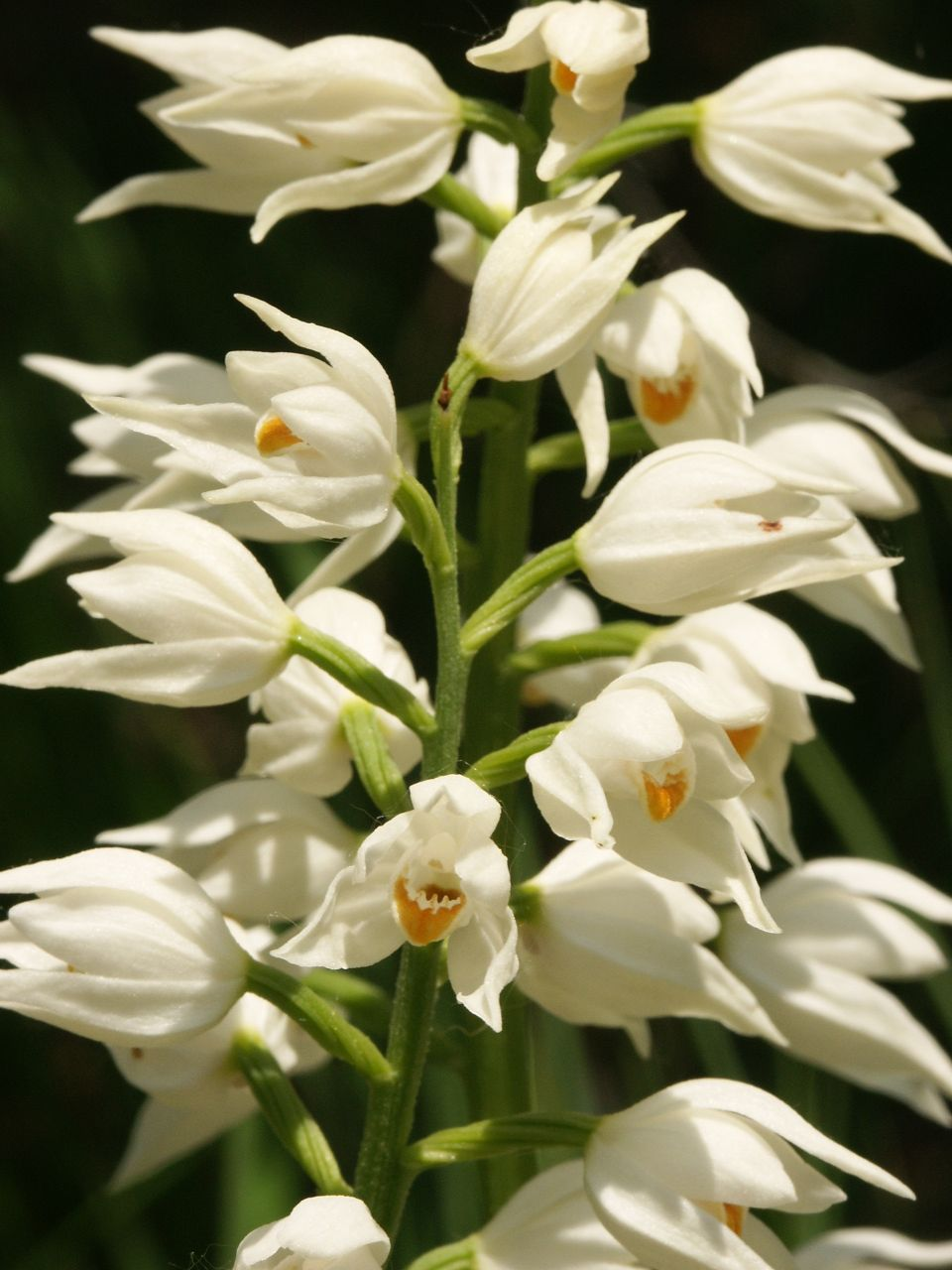
Kardos madársisak

Mára a Jászság területének 80%-át művelik. Az egykor oly gazdag élővilág nyomai csak szigetszerűen lelhetők fel a szántók között, illetve a Zagyva és a Tarna árterén.
A döntően szántók uralta kistáj flórája csak gyengén kötődik a középhegységihez. A területet hajdan mocsarakkal, lápokkal, sekély tavakkal mozaikos puha- és keményfás ligeterdők uralták. Jelenleg: szolonyec sziki legelők és rétek, alföldi mocsárrétek, kisebb mocsarak és javarészt ültetvény jellegű származék-erdők jellemzik, melyek mindegyike igen fajszegény. A kistájon mintegy 400–600 növényfaj él; közülük 20–40 védett.
Gyakori élőhelyek a cickórós puszták, a csatornák, szabályozott patakok, mesterséges tavak parti zónájában és közvetlen partközeli víztestében kialakult fragmentális mocsarak és kisebb hínarasok, a mocsárrétek és a szikes rétek.
Közepesen gyakori élőhelyek a fűz-nyár ártéri erdők, a keményfás ártéri erdők, a nem tőzegképző nádasok, gyékényesek és tavi kákások, valamint ürmös puszták.
Ritka élőhelyek az állóvízi sulymos, békalencsés, rucaörömös, tócsagazos hínár, a tündérrózsás, vízitökös, rencés, kolokános (láptavi) hínár, az áramlóvízi, (nagylevelű) békaszőlős, tündérfátylas hínár, a harmatkásás, békabuzogányos mocsári-vízparti növényzet, a vízparti virágkákás, csetkákás, vízi hídőrös, mételykórós mocsarak, a nem zsombékoló magassásrétek, a zsiókás és sziki kákás szikes mocsarak, a kékperjés rétek, az ártéri és mocsári magaskórósok, a kocsordos–őszirózsás sziki magaskórósok, rétsztyeppek, az üde mézpázsitos szikfokok, a padkás szikesek és szikes tavak iszap- és vakszik növényzete, a kötött talajú sztyepprétek (lösz, agyag), a homoki sztyepprétek, a folyó menti bokorfüzesek, az alföldi zárt kocsányos tölgyesek, a nyílt, gyepekkel mozaikos sziki tölgyesek, az ősi fajtájú, gyepes és/vagy erdősödő, extenzíven művelt gyümölcsösök.
Ahol gyep szikesedése mérsékelt, ott gyakoriak a cickórósok, valamint a padkásodás csak szórványos. Ezeken az élőhelyeken elterjedt a bajuszpázsit (Crypsis aculeata) és a bárányparéj (Camphorosma annua) . Az álló- és folyóvizeket, csatornákat szalagszerű mocsarak és itt-ott enyhén szikes mocsárrétek kísérik. A mocsarak karakterfajai: mocsári sás (Carex acutiformis), éles sás (Carex acuta), parti sás (Carex riparia).
Az enyhén szikes mocsárrétekben néhol tömeges: fátyolos nőszirom (Iris spuria), réti iszalag (Clematis integrifolia).
A lösznövényzet jellemző fajai: macskahere (Phlomis tuberosa), buglyos kocsord (Peucedanum alsaticum), pusztai gyújtoványfű (Linaria biebersteinii), taréjos búzafű (Agropyron pectiniforme), parlagi rózsa (Rosa gallica).
A homoki növényzet inkább mezsgyéken, kunhalmokon, gátakon, felhagyott, ill. extenzív gyümölcsösökben maradt meg legtöbbször erősen degradált formában. Jellemző fajai: homoki habszegfű (Silene conica), homoki pipitér (Anthemis ruthenica), mezei üröm (Artemisia campestris), pusztai ternye (Alyssum turkestanicum), homoki ternye (Alyssum tortuosum), hegyi ternye (Alyssum montanum subsp. gmelinii).
Puhafás és keményfás ligeterdő maradványok főleg a Zagyva mentén találhatók (Jásztelek és Újszász határában). A puhafaligetek aljnövényzetében nő: nyári tőzike (Leucojum aestivum), komlóképű aranka (Cuscuta lupuliformis);
a keményfaligetekben pedig: májusi gyöngyvirág (Convallaria majalis), széles levelű salamonpecsét (Polygonatum latifolium), fürtös salamonpecsét (Polygonatum multiflorum).
Az alföldi kocsányos tölgyesek aljnövényzetére jellemző: salátaboglárka (Ranunculus ficaria), kardos madársisak (Cephalantera longifolia), fehér madársisak (Cephalantera damasonium), Tallós-nőszőfű (Epipactis tallosii), őszi kikerics (Colchicum autumnale), magas gyöngyperje (Melica altissima), magas zsombor (Sisymbrium strictissimum),
A sziki tölgyesek és a sziki erdőspusztaréteken nyílik: bárányüröm (Artemisia pontica), sziki kocsord (Peucedanum officinale), réti őszirózsa (Aster sedifolius), valamennyi igen ritka. A tátorján (Crambe tataria) kihalt.
A jelentősebb özönnövények: zöld juhar (Acer negundo), bálványfa (Ailanthus altissima), gyalogakác (Amorpha fruticosa),  selyemkóró (Asclepias syriaca), a tájidegen őszirózsa fajok (Aster spp.), amerikai kőris (Fraxinus pennsylvanica), japánkeserűfű (Reynoutria spp.), fehér akác (Robinia pseudoacacia), aranyvessző (Solidago spp.), kisvirágú nebáncsvirág (Impatiens parviflora), amerikai alkörmös (Phytolacca americana), kései meggy (Prunus serotina).
További növényfajok a Jászság területén: orvosi kálmos (Acorus calamus), tavaszi hérics (Adonis vernalis), fehér szamárkenyér (Echinops sphaerocephalus), pocsolyalátonya (Elatine alsinastrum), magyar látonya (Elatine hungarica), vörösbarna nőszőfű (Epipactis atrorubens), kislevelű nőszőfű (Epipactis microphylla), mocsári nőszirom (Iris pseudacorus), nyári tőzike (Leucojum aestivum), magyar sóvirág (Limonium gmelinii subsp. hungaricum), nagy tüskéshínár (Najas marina), nyúlánk sárma (Ornithogalum pyramidale), fekete kökörcsin (Pulsatilla pratensis subsp. nigricans), ligeti csillagvirág (Scilla vindobonensis).

## Történelme
A 13. században, a jászok betelepedése idején a területen nagy kiterjedésű, vadakban, madarakban gazdag ligeterdők nőttek; jellemző fafajaik a szil, fűz, tölgy, kőris és nyár voltak. Az Északi-középhegység felől a Tisza felé tartó Tarna és Zagyva mellett a laposokon óriási lápos-mocsaras területek alakultak ki gazdag vízi világgal.
Az 1700-as évek végén elkezdett árvízvédelmi szabályozások és belvízelvezető tevékenység következtében a mocsaras táj folyamatosan átalakult. A török időkben a mocsaras részekről a fákat is kiirtották, ekkor alakult át igazi pusztává.
A 18—19. században folyamatosan vándoroltak ki a pusztákba és a Duna—Tisza közébe, mivel akkor a Jászság, a Kiskunság és a Nagykunság egy közigazgatási kerületbe (Jászkun Hármas Kerület) tartozott. Ennek a székhelye Jászberény volt, amit ezért is hívnak a „jászok fővárosának”.
A lakónépesség alakulása:
| Település           | Lélekszám (2009) |
| ------------------- | ---------------- |
| Jászberény          | 27 134           |
| Jászapáti           | 9 217            |
| Jászárokszállás     | 8 041            |
| Jászladány          | 5 922            |
| Jászfényszaru       | 5 755            |
| Jászkisér           | 5 427            |
| Jászalsószentgyörgy | 3 640            |
| Jászjákóhalma       | 3 105            |
| Jánoshida           | 2 585            |
| Jászszentandrás     | 2 479            |

| Település            | Lélekszám (2009) |
| -------------------- | ---------------- |
| Jászdózsa            | 2 174            |
| Alattyán             | 2 145            |
| Jászfelsőszentgyörgy | 1 925            |
| Jászboldogháza       | 1 668            |
| Jásztelek            | 1 656            |
| Pusztamonostor       | 1 615            |
| Jászágó              | 738              |
| Jászivány            | 392              |
| Összesen             | 85 618           |

## Közigazgatás
A Jászság ma az Észak-Alföldi régióhoz, Jász-Nagykun-Szolnok vármegyéhez tartozik, azon belül a Jászberényi járáshoz, ami gyakorlatilag a Jászság tájegységnek felel meg. A kistérséghez (és így a Jászsághoz) 18 település tartozik.
A történelmi Jászság 1876-os megszűnésekor 11 települést foglalt magában:
| - Jászalsószentgyörgy - Jászapáti - Jászárokszállás | - Jászberény - Jászdózsa - Jászfelsőszentgyörgy | - Jászfényszaru - Jászjákóhalma - Jászkisér | - Jászladány - Jásztelek |

A történelmi Jászsághoz tartozott pusztákból 1876 óta további négy település alakult: Jászágó, Jászboldogháza, Jászivány és Jászszentandrás. A történelmi Jászságnak nem voltak ugyan részei, de annak területébe ékelődött további 3 település, melyeket földrajzi és néprajzi értelemben hozzá tartozónak tekintenek: Alattyán, Jánoshida és Pusztamonostor.
A Jászság területén kívül is található néhány település, melyek nevükben őrzik jász eredetüket, jászokkal való kapcsolatukat. Ilyenek a Pest vármegyében található Pilisjászfalu és Jászkarajenő, a kiskunsági Jászszentlászló valamint a Romániához tartozó, a román-moldvai határ közelében lévő Jászvásár (Iași), illetve a Karánsebestől kb. 10 km-re, északra fekvő Jász (Iaz).
A Jászság külön tájegység a nagy magyar Alföldön a földrajzosnak; külön kultúrájú népcsoport a néprajzosnak; külön joggal felruházott terület a jogtörténésznek; külön fejlődésű terület és nép a történésznek. Olyan terület, táj, népesség, amelynek a környezettől eltérő voltát soha senki nem tagadta. Maguk a terület lakói pontosan ismerik a Jászság határait, elkülönítik magukat a nem jászoktól. A Jászságot övező települések népe határt von önmaga és a jászok közé, s másnak tudja őket. A mai jászsági lakosság és a 13. században a területre beköltözött iráni (oszét) eredetű jászok között genetikus kapcsolat van. Számos család leszármazottja az egykori beköltözőknek. A jász lakosság a viharos évszázadok (Török hódoltság, Rákóczi-szabadságharc) során soha nem semmisült meg teljesen. Néhány család mindig itt maradt, tovább folytatva az életet, megőrizve a tájhoz egyre jobban hozzáidomuló kultúrát. A jászok többsége a török időkben is folyamatosan lakta a Jászságot, időleges és részleges elmenekülései, az egyes községek elpusztulása ellenére. A török idők után is a jász nép folyamatosan őrizte zártságát, a beköltözőket magukba olvasztották, hasonlították.